# Феодосий II (царь Абхазии)
Феодосий II (груз. თეოდოს II; ? — 837, Абхазия) — царь Абхазского царства с 811 по 837 год.
Сын Леона II, брат Дмитрия II и Георгия I. Был женат на тао-кларджетской царевне. В годы его правления усиливается скрытая борьба за обладание Картли. Наконец правитель Кахетии Григол захватывает Картли. В ответ на это абхазский царь Феодосий II помогает владетелю Тао-Кларджети, своему тестю Ашоту Куропалату. Они разбивают Григола в битве на реке Ксани. Григол кахетинский, на стороне которого выступили горцы и тифлисский эмир, бежал, а Картли отошла к Ашоту Куропалату.
В годы правления Феодосия Абхазское царство переживает карательные экспедиции Византийской империи в 831 и 833 годах. Византию не устраивало усиление влияния Абхазского царства на Кавказе, в качестве союзника был даже призван тбилисский эмир Исхак бен Исмаил, но в конечном итоге силы коалиции терпят неудачу и абхазы отбивают их атаки.
В 819 году Феодосий II воздвигнул город Чихори, а также выстроил город Хони и Хонский собор.
Феодосий II умер бездетным, ему наследовал его брат — Дмитрий.